# Обжериха
Обжери́ха — село в Юрьевецком районе Ивановской области. Входит в состав Соболевского сельского поселения.

## География
Село расположено на берегу реки Пешевка в 17 км к югу от центра поселения, села Соболево, и в 25 км к юго-западу от районного центра — города Юрьевец.

## История
Исторически селу Обжериха предшествовало село Борисогле́бское. В 1825 году в Борисоглебском, которое примыкало к деревне Обжериха, на средства прихожан была возведена каменная Христорождественская церковь с колокольней. Храм имел три престола.
В XIX — первой четверти XX века село Борисоглебское было центром Обжерихинской волости Юрьевецкого уезда Костромской губернии. С 1918 года волость вошла в состав Иваново-Вознесенской губернии.
С 1929 года село Обжериха стало административным центром Обжерихинского сельсовета в составе Юрьевецкого района Ивановской области. С 2005 по 2015 год село являлось центром Обжерихинского сельского поселения, а после его упразднения вошло в состав Соболевского сельского поселения.
Важным событием в жизни села стало появление первого в уезде трактора «Фордзон», который был приобретён Борисоглебским мелиоративным товариществом и зарегистрирован 22 мая 1926 года. Первым трактористом стал М. Н. Веселов. Прибытие техники, по воспоминаниям очевидца М. А. Панфилова, вызвало большой интерес у жителей окрестных деревень. Первая вспашка была произведена в начале июня 1926 года на коллективно обрабатываемом участке.

## Население
| 1872 | 1897 | 1907 | 2002 | 2010 |
| ---- | ---- | ---- | ---- | ---- |
| 119  | →119 | ↘102 | ↗453 | ↘402 |

## Экономика
В советский период Обжериха была центральной усадьбой совхоза «Волжский». Основными направлениями сельского хозяйства являлись возделывание льна-долгунца, картофеля и кормовых культур.
С 1930-х годов на территории административного образования действует Юрьевецкий льнозавод, снабжавший волокном местные льнопредприятия, включая Юрьевецкую льнофабрику и маслозавод..

## Инфраструктура
В селе функционируют школа (здание построено в 1964 году), детский сад, дом культуры, ФАП и отделение почтовой связи.

## Культура и достопримечательности
- Церковь Рождества Христова (1825) — каменный храм, построенный в бывшем селе Борисоглебском. В настоящее время не действует и находится в плохом состоянии[10].
- Школьный исторический музей — создан учениками Обжерихинской школы под руководством бывшего директора Н. М. Стефанова и организатора внеклассной работы А. А. Серовой. В экспозиции представлены предметы крестьянского быта, а также материалы по истории совхоза «Волжский»[5].

## Известные уроженцы
Из Обжерихи происходят видные учёные Реформатские.